# Charles-Henri Michel
Charles-Henri Michel, nascido em Fins (Somme) em 14 de janeiro de 1817 e falecido em Paris em 6 de janeiro de 1905 foi um pintor, designer e pastelista francês.

## Biografia

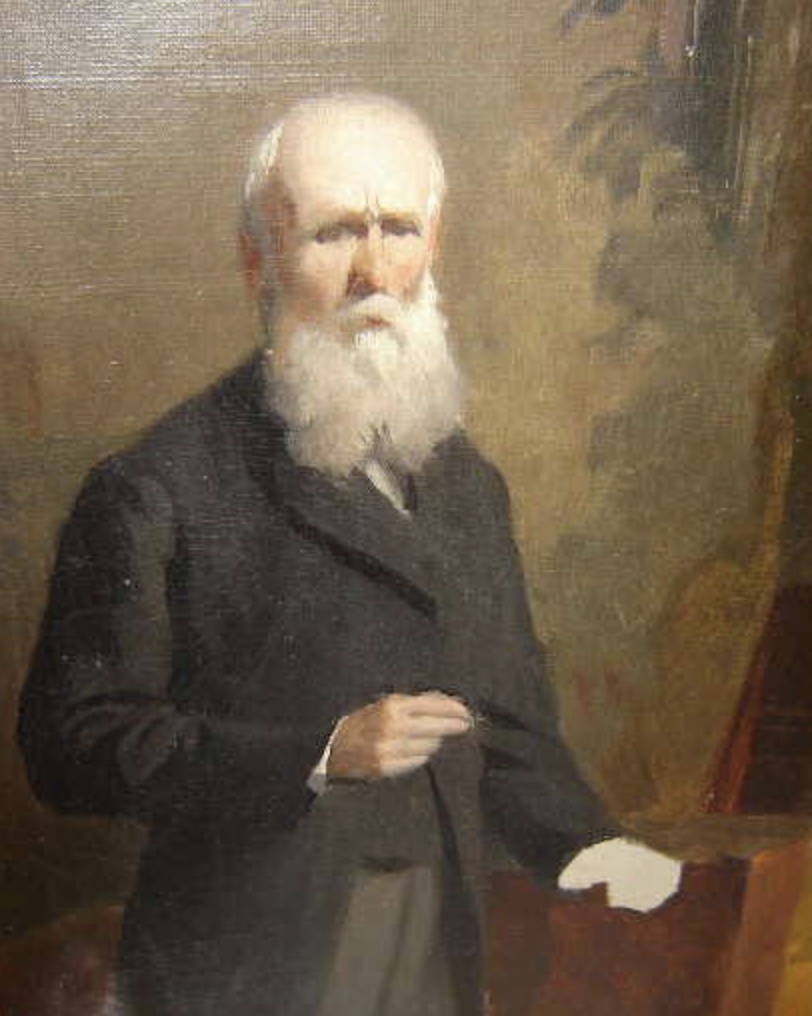
Autorretrato, local desconhecido.

### Infância
O bisavô do artista, Nicolas Michel, um fazendeiro, deixou Sorel-le-Grand em 1753 para se estabelecer em Fins, onde seu neto, Joseph-Constant Michel (1792-1826) seria o pai de Charles-Henri Michel. Este último e seus dois irmãos nasceram aos 19 anos, chaussée Brunehaut.
Charles-Henri Michel tinha nove anos quando seu pai morreu em 1826, deixando sua viúva Émérantine Quatrelivre-Michel responsável por três filhos pequenos e pela fazenda.

### Treinamento artístico
Foi muito jovem que Charles-Henri Michel ingressou como auxiliar administrativo em uma firma de advocacia em Péronne. Desde cedo desenvolveu o gosto pelo desenho, tendo sua mãe lhe oferecido aulas com Jules Dufour, aluno de Auguste Dehaussy em Péronne, que o apresentou ao ateliê do mestre, onde conheceu o poeta e escultor Hector Crinon. Dehaussy gostou do jovem Charles-Henri.
Em 1835, Michel estava em Paris e frequentou a Académie Suisse, conhecendo outros artistas promissores, como Gustave Courbet e François Bonvin. Em 1838, sob a tutela de Auguste Dehaussy, ele partiu para Antuérpia para estudar pintura flamenga, incluindo os primitivos flamengos e o Renascimento flamengo. De volta à França, ele expôs no Salão de Paris e praticou a arte do retrato. Ingressou na École des Beaux-Arts de Paris em 1843.

### Um pintor de história
Por falta de audácia, mas também de meios, ele não tinha condições de pagar uma oficina. Sua mãe morreu em 1847. No ano seguinte, a Revolução de 1848 obrigou-o a permanecer em Paris. Em 1851, ele fez uma viagem à Itália que o direcionou para a pintura religiosa, e retornou à França em 1854.
Em 1850, Nicolas Félix Harlé, deputado do Somme, encomendou-lhe um retrato da esposa e das duas filhas, incluindo a mais nova, Célanie, com quem Charles-Henri se casou em 5 de maio de 1854 na prefeitura de Aizecourt-le-Haut. Depois de viajar pela Itália, o casal se estabeleceu em Paris, na rue Duguay-Trouin, sendo o estúdio do pintor localizado na rue de Varenne, 18.
Da união deles nasceram Auguste (1855), Félix (1856) e Paul (1860).
Em 1862, seu mestre Auguste Dehaussy morreu, deixando-lhe um terço de sua oficina.
Sua esposa morreu em 7 de fevereiro de 1864. Ele retomou seu trabalho em 1865, produzindo Jésus source de vie.
Quando a guerra eclodiu em 1870, ele deixou Paris para se juntar a Dinan e seus três filhos e produziu desenhos e pinturas da região, incluindo as ruínas da Abadia de Saint-Magloire de Léhon nas margens do Rance. Ele vivia do dinheiro que ganhava com os retratos.
Mais tarde, ele pintou cenas históricas como La Dernière Communion de Jeanne d’Arc (1899) e A Remise de l’Étendard (1901).
Ele era um artista completo, um excelente desenhista, um retratista muito talentoso, trabalhando indiferentemente com lápis, carvão ou pastel.
Ele morreu em sua casa parisiense, rue Lecourbe, de gripe, em 6 de janeiro de 1905.

### Posteridade
Em 1909, em Fins, um Monument à Charles-Henri Michel, de Athanase Fossé, foi erguido na praça da vila. O busto foi enviado pela primeira vez para ser derretido pelos ocupantes alemães durante a Primeira Guerra Mundial e uma cópia da obra original sofreu o mesmo destino sob o regime de Vichy, como parte da mobilização de metais não ferrosos. Hoje, uma estátua de concreto substitui o busto de bronze.
Em 1951, Paul Michel, filho de Charles-Henri Michel, doou três de suas pinturas à igreja de Fins: a Madone des Anges (1859), um Ecce homo (1904) e a Vision de sainte Thérèse d'Avila (1904).
O Museu Alfred-Danicourt em Péronne abriga uma coleção de obras de Charles-Henri Michel — carvões, lápis e pastéis em particular —, provenientes de doações de particulares e herdeiros.

### Ilustrações
Charles-Henri Michel produziu uma série de desenhos a caneta reproduzindo os temas de quase todas as pinturas mantidas na Grande Chartreuse de Saint-Pierre-de-Chartreuse, com o objetivo de ilustrar um projeto de publicação de A Imitação de Cristo, que nunca viu a luz do dia. Esses desenhos são mantidos no museu Alfred-Danicourt em Péronne.

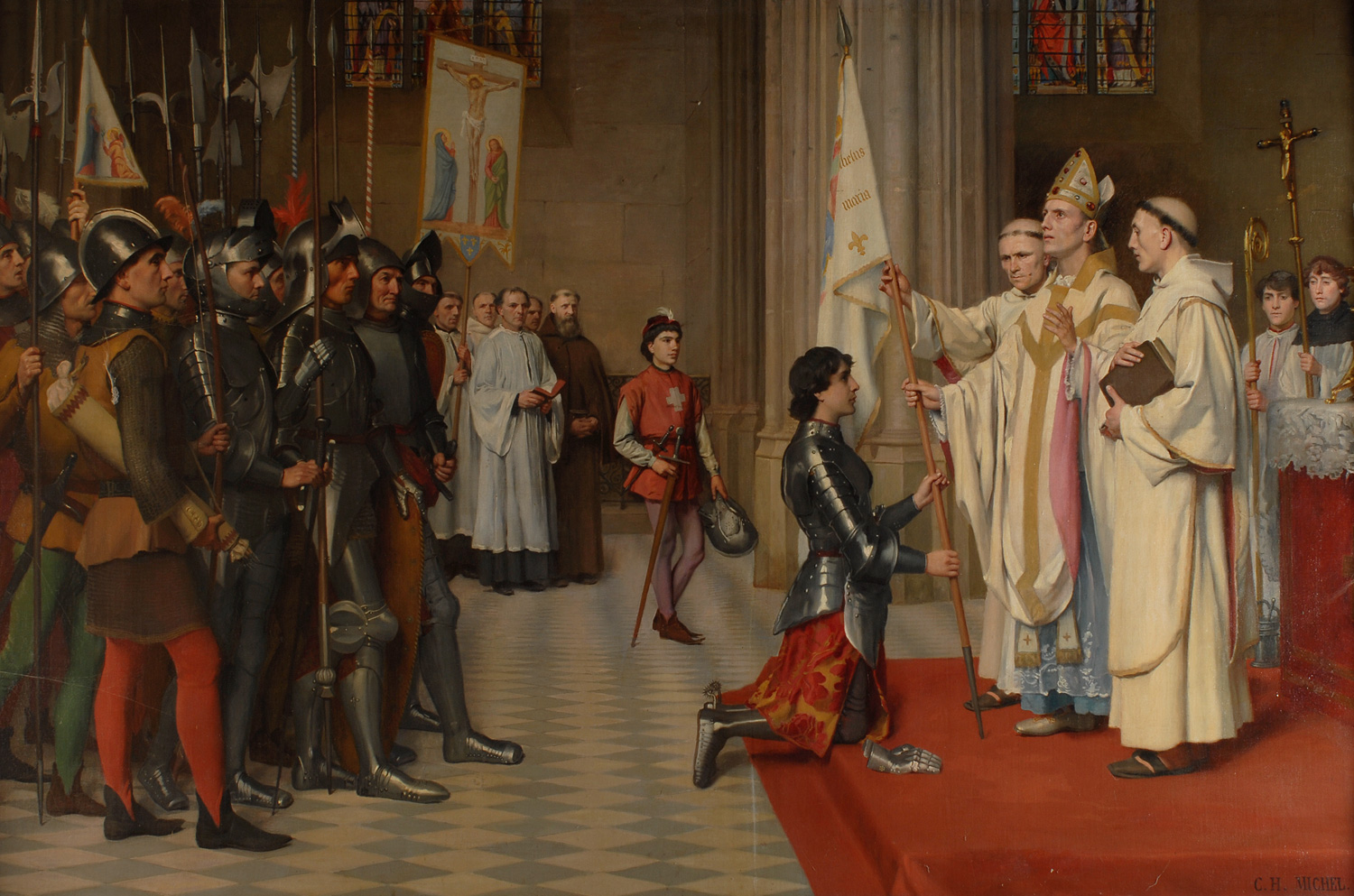
Joana d'Arc tendo seu estandarte abençoado em Blois, castelo de Blois, capela de Saint-Calais.

## Prêmios
- 1836: medalha de prata da cidade de Amiens para Intérieur d'atelier.
- 1839: vencedor de uma competição departamental.
- 1840: concurso dos Amigos das Artes do Somme, primeiro prêmio para L'Artiste malade.
- 1861: medalha de classe 3 no Salão para Conversation intérieure.
- 1861: Medalha Vermeil no Salão de Amiens para Pifferari.
- 1865: medalha no Salão para Jésus source de vie.
- 1867: medalha fora de competição no Salão de Dépouillement ou Renoncement.

## Exposições
- 1837: concurso dos Amigos das Artes do Somme, primeiro prêmio para L'Artiste malade.
- 1855: Exposição Universal de 1855, Un ange de plus au ciel, pastel.
- 1873: exposição no museu Péronne, Penitente Madeleine.
- 2017: exposição "Charles-Henri Michel 1817-1905, (re)descoberta», Péronne, museu Alfred-Danicourt.